# Alghero Torbato
L'Alghero Torbato est un vin italien de la région Sardaigne doté d'une appellation DOC depuis le 19 août 1995. Seuls ont droit à la DOC les vins blancs récoltés à l'intérieur de l'aire de production définie par le décret. 

## Aire de production
Les vignobles autorisés se situent en province de Sassari dans les communes de Alghero, Olmedo, Ossi, Tissi, Usini, Uri, Ittiri ainsi qu'en partie dans la commune de Sassari.
Voir aussi l'article Alghero Torbato spumante.

## Caractéristiques organoleptiques
- couleur: jaune paille avec des reflets verdâtres
- odeur: intense,  caractéristique, légèrement aromatique
- saveur: sèche,  harmonique, légèrement amère (amarognolo)

L'Alghero Torbato se déguste à une température de 9 à 11 °C et il se gardera 1 – 2 ans. 

## Production
Province, saison, volume en hectolitres :
- Sassari  (1996/97)  13822,9